# Acantholyda hieroglyphica
Acantholyda hieroglyphica är en stekelart som först beskrevs av Christ 1791.  Acantholyda hieroglyphica ingår i släktet Acantholyda, och familjen spinnarsteklar. Arten är reproducerande i Sverige.

## Bildgalleri

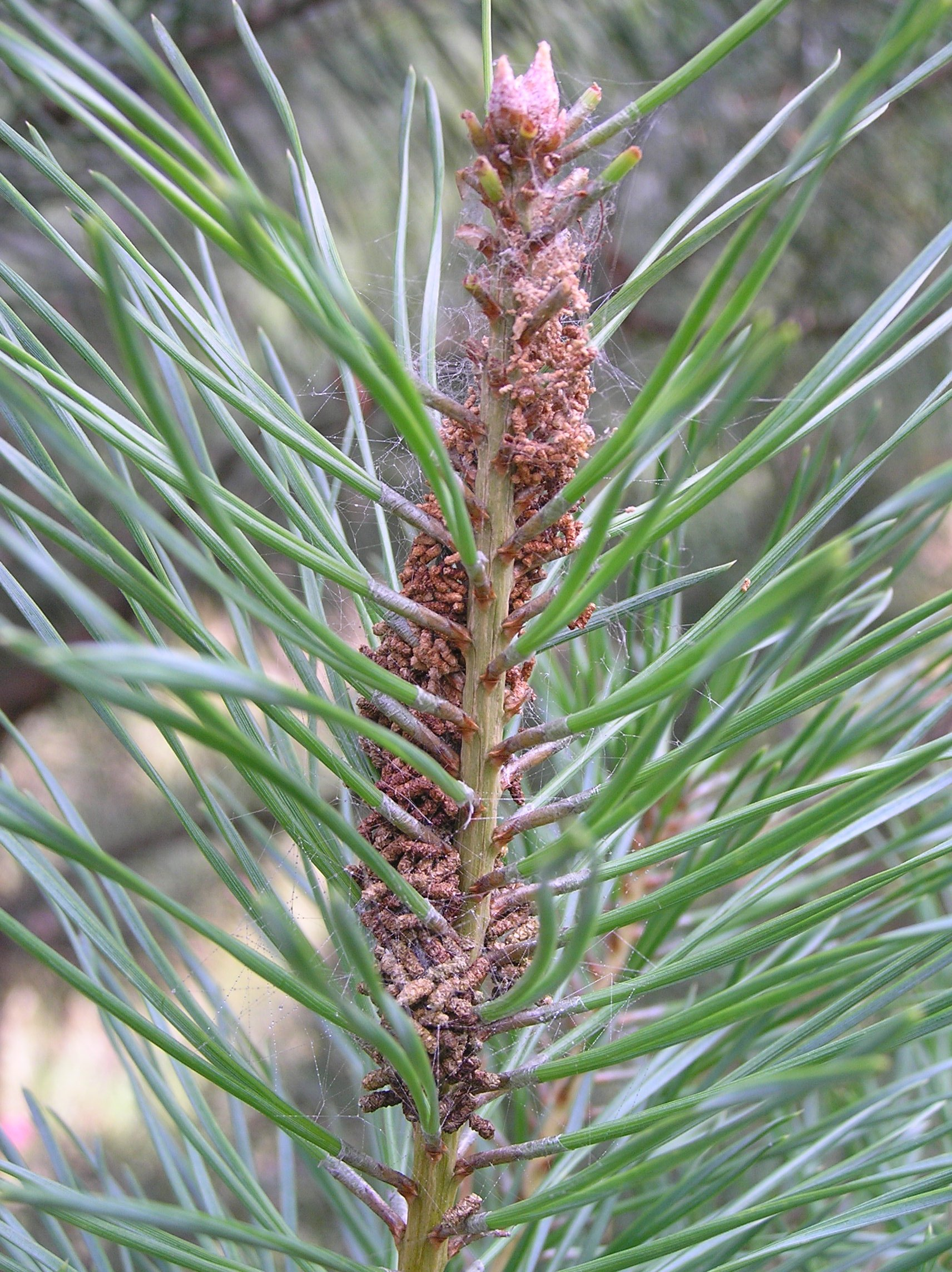